# Fritz Schmitt
Fritz Schmitt (Reichersdorf, 20 settembre 1905 – Monaco di Baviera, 20 luglio 1986) è stato un alpinista, scrittore e editore tedesco, effettuò oltre 2 000 scalate in vetta e 31 prime ascensioni, era considerato uno dei più importanti alpinisti tedeschi della sua epoca. Compì la maggior parte delle classiche spedizioni alpinistiche del periodo tra le due guerre mondiali e scoprì 30 nuove vie nel Wilder Kaiser, nei Loferer Steinberge, nei Monti dello Julier nelle Alpi Retiche occidentali e così via. Tra queste, la parete est della Christaturm, da lui conquistata nel 1926, ancora oggi classificata con un livello di difficoltà di sesto grado. Dal 1927, Fritz Schmitt lavorò come redattore del "Deutsche Alpenzeitung" e del "Der Winter" e come scrittore. Autore di 20 libri di montagna, tra cui "Das Buch vom Wilden Kaiser" e "Der Kederbacher" sono particolarmente noti al pubblico tedesco. Nel 1946 fondò a Monaco di Baviera la "Alpine Publishing House", che pubblicò, tra le altre cose, le riviste del Deutscher Alpenverein, il Club Alpino Tedesco..

## Biografia
Fritz Schmitt nacque nel 1905 a Reichersdorf vicino a Landau an der Isar nella Bassa Baviera sull'Isar. Visse a Monaco di Baviera per molti anni ove completò un apprendistato come elettricista nel 1923. Dal 1929 lavorò per la Reichsbahn, la ferrovia tedesca, dove partecipò , tra l'altro, all'elettrificazione della linea ferroviaria da Rosenheim a Kufstein. Politicamente fu fortemente devoto alle idee socialiste e per un certo periodo presidente del consiglio di fabbrica della direzione della Reichsbahn di Monaco. Fin dalla giovinezza, il Wilder Kaiser fu la sua casa in montagna. Lì, Fritz Schmitt effettuò la maggior parte delle sue oltre 30 prime ascensioni. Nel 1921 entrò a far parte della squadra giovanile della sezione dell'Oberland del Deutscher Alpenverein e nel 1923, all'età di 18 anni, divenne membro della sezione bavarese. Partecipò alla rifondazione della sezione bavarese e ne fu il primo presidente dal 1947 al 1954. Fritz Schmitt fu un importante membro del Deutscher Alpenverein, storico dell'alpinismo, cronista e brillante scrittore. Scrisse per diverse riviste alpinistiche e per lungo tempo, le sue pubblicazioni contribuirono all'immagine pubblica del Deutscher Alpenverein (DAV). Divenne presidente onorario della sezione del Club Alpino Bavarese. Come scrittore freelance, scrisse libri di montagna come "Grill-genannt Kederbacher" e monografie alpine come "Das Karwendel" e il "Buch vom Wilden Kaiser". Schmitt fu redattore della "Deutsche Alpenzeitung" e della rivista di montagna "Winter" pubblicata da Bergverlag Rother. Fu un oppositore del nazionalsocialismo e nel 1943 si arruolò volontario nella Wehrmacht per evitare l'arresto da parte della Gestapo. Durante il suo servizio militare fu trasferito alla scuola dei paramedici di montagna di Sankt Johann in Tirol. Dopo la seconda guerra mondiale, in quanto vittima del regime nazista, gli fu nuovamente permesso dal governo militare statunitense di pubblicare libri e riviste di alpinismo dal 1946 in poi. Si batté contro individui con un passato nazista nel ricostituito Club alpino tedesco del 1947 al punto che creò una dirigenza politica giovane e apolitica. Fritz Schmitt si fece un nome come alpinista e scalatore con oltre 2 000 scalate in vetta e 31 prime ascensioni, ed era considerato uno dei più importanti alpinisti tedeschi della sua epoca. Schmitt conobbe alpinisti di spicco come Franz Nieberl, Hanns Fiechtl, Georg Sixt il Giovane, Emil Gretschmann, Franz Weinberger, Much Wieser, Hans Lucke, Peter Aschenbrenner, Georg Mitterer e Wastl Weiß. Sui Monti del Kaiser, effettuò numerose ascensioni difficili e 25 prime ascensioni, tra cui le prime ascensioni della parete est della Christaturm e della parete nord-est della cima nord del Predigtstuhl. Nel 1923 scalò la parete est del Fleischbank con Franz Schmidt. Ripeté le vie Dülfer e le vie classiche delle Alpi calcaree settentrionali e delle Dolomiti. Il 3 ottobre 1943, lui e Sepp Brandl realizzarono probabilmente la prima salita del Kaisermanndl, un'aguzza guglia situata sulla cresta nord-est del Lärchegg. Schmitt fu definito un "alpinista operaio" in quanto fu uno dei primi rappresentanti di questa classe sociale nell'alpinismo quando gli alpinisti più capaci di quel tempo erano quasi esclusivamente studenti e accademici; il suo interesse per l'alpinismo rimase inalterato fino alla sua morte improvvisa avvenuta nel 1986.

## Carriera alpinistica
- 1923 Ascensione al Fleischbank-parete est "Dülfer-Führe", V+ grado di difficoltà, 400 HM, 2 187 m, (Wilder Kaiser)
- 1924 prima ascensione al Kampenwand-cima est esterna-diretta parete nord, 1 669 m, (Alpi del Chiemgau); prima ascensione Kampenwand-cima est esterna "Bergener Riß", IV, 1 669 m, (Alpi del Chiemgau)
- 1925 prima ascensione al Kampenwand-Staffelstein-diretta spigolo ovest, V-, 80 HM, 1 550 m, (Alpi del Chiemgau); prima ascensione al Hörndlwand-base nord-ovest, IV, 80 HM, 1 684 m, (Alpi del Chiemgau); prima salita del Gurnwandkopf-Staffelstein-Direttamente West Edge, V-, 80 HM, (Alpi del Chiemgau)
- 1926 prima salita al Kampenwand-Staffelstein-diretta est, VI-, 50 HM, (Alpi del Chiemgau); prima salita al Rauschberg-parete nordovest "Schmitt-Mitterer-Führe", V-, 1 672 m, (Alpi del Chiemgau); prima salita allo sperone Hörndlwand "Schmittriß", V, 1 684 m, (Alpi del Chiemgau); prima salita all'Hörndlwand-parete sudorientale "Mitterer-Schmitt-Führe", V, 150 HM, 1 684 m, (Alpi del Chiemgau); prima salita del Roßgassenkopf - parete nordovest, 1 671 m, (Alpi del Chiemgau); prima salita del Gurnwandkopf - spigolo nord, V+, 150 m, 1 691 m, (Alpi del Chiemgau); prima salita del Wartstein - parete ovest "Mitterer-Schmitt-Führe", IV, 893 m, (Alpi di Berchtesgaden); prima salita del Grosser Bratschenkopf, 2 857 m, (Hochkönigstock, Alpi di Berchtesgaden); prima salita del Kleiner Bratschenkopf - parete sud "Grünwald-Schmitt", 2 685 m, (Hochkönigstock, Alpi di Berchtesgaden); prima salita della Christaturm - diretta parete est "Schmitt-Führe", V+/A0,220 HM, 2 170 m, (Wilder Kaiser); prima salita all'Hintere Goinger Halt - parete est diretta "Schmitt-Mitterer-Führe", V, 850 km, 2 192 m, (Wilder Kaiser); prima salita alla cima nord del Mitterkaiser - parete nordovest, IV+, 650 m, 1 913 m, (Wilder Kaiser); prima salita al Predigtstuhl - cima nord - diretta parete nordest "Mitterer-Schmitt-Route", V, 400 m, 2 092 m, (Wilder Kaiser)
- 1927 prima salita al Traunspitzl - parete ovest "Alte Westwand-Schmitt-Kamin", 350 m, 2 300 m, (Loferer Steinberge); prima salita al Triglav- nord volto "Stenarkante", 2 863 m, (Alpi Giulie); seconda salita alla parete nord del Triglav "Bayerländer Weg", IV+, 2 863 m, (Alpi Giulie); prima salita allo spigolo nord-ovest dello Stenar, 2 501 m, (Alpi Giulie)
- 1928 Salita alla parete sud della Marmolada-Punta Penia "Alte Südwand", IV+, 700m, 3 343 m, (Dolomiti)
- 1929 venticinquesima salita alla Cima della Madonna spigolo nord-ovest "Schleierkante", IV+/A0, 400 m, 2 733 m, (Pala, Dolomiti); salita al camino della parete sud della Grosse Cirspitze (Tschierspitze) "Adangkamin", IV, 300 m, 2 592 m, (Gruppo del Puez, Dolomiti); salita alla parete sud del Punta Grohmann, 3 126 m, (gruppo del Sassolungo); ascensione allo spigolo settentrionale del Sassolungo "Pichl-Führe", IV+, 1 000 metri, 3 181 m, (gruppo del Sassolungo, Dolomiti)
- 1930 prima ascensione al Grosses Mühlsturzhorn "vecchio spigolo meridionale", V+/A1, 2 235 m, (Alpi di Berchtesgaden)
- 1933 prima ascensione alla parete nord-est del Kreuzwand, 2 132 m, (Karwendel)
- 1943 prima ascensione alla parete nord-est del Lärchegg "variante alla salita", 2 124 m, (Wilder Kaiser); primo tentativo al Kaisermanndl (Lärchecknadel) per lo spigolo est della "Normalweg" (via normale), V-, 150 HM, 1 950 m, (Wilder Kaiser)
- 1946 primo tentativo all' Untere Wettersteinspitze - parete nordovest, V, 2 152 m, (Wetterstein)
- 1948 tentativo al Watzmann - parete est - Berchtesgadener Weg, III+, 1800 HM, 2 713 m, (Alpi di Berchtesgaden); primo tentativo al Lärchegg, pilastro est "Schmitt-Aigner", IV, 2 124 m, (Wilder Kaiser)
- 1951 tentativo al Triglav - parete nord, 2 864 m, (Alpi Giulie)
- 1952 primo tentativo al Lärchegg-Nadel, V-, 2 124 m, (Wilder Kaiser)
- 1955 Salita alla Bayerländerturm parete ovest "Westwandriß", grado VI, 2 507 m (Wetterstein); prima salita al Wetterwand, 1 000 m (Hochkönigstock, Alpi di Berchtesgaden); prima scalata al Totenkirchl, parete nord base "Fiechtlriß", (Wilder Kaiser); salita al Karwendelspitze occidentale, 2 385 m (Karwendel); salita al Mojstrovka, 2 332 m (Alpi Giulie)[8][9]